# Walter Maturi
Walter Maturi (Napoli, 15 novembre 1902 – Roma, 21 marzo 1961) è stato uno storico e bibliotecario italiano.

## Biografia
Walter Maturi compì la sua formazione culturale a Napoli dove si laureò con lo storico Michelangelo Schipa, uno dei firmatari del manifesto degli intellettuali antifascisti redatto nel 1925 da Benedetto Croce.
Del suo maestro, per la lezione di rigore storico che gli aveva impartito, Maturi conservò sempre un commosso ricordo ed ebbe modo di esprimere pubblicamente la sua gratitudine in occasione della  morte di Schipa, pronunciandone nel 1939 il necrologio.
Maturi seguì con attenzione ed interesse, ma anche con spirito critico, le lezioni di Benedetto Croce conseguendo una seconda laurea in filosofia con Giovanni Gentile con una tesi su Joseph de Maistre.
Impostato sulla lezione crociana è il saggio La crisi della storiografia politica italiana del 1930 a cui seguì quello dedicato a Gli studi di storia moderna e contemporanea, inserito nel primo dei due volumi dell'opera del 1950 Cinquant'anni di vita intellettuale italiana in onore di Croce.
Il suo primo lavoro Il concordato del 1818 tra la Santa Sede e le Due Sicilie pubblicato nel 1929 fu giudicato positivamente dalla critica storica di Adolfo Omodeo che lo recensì ne La Critica del 1930.
Dallo stesso anno Maturi frequentò la  Scuola storica per l'età moderna e contemporanea diretta da Gioacchino Volpe e dal 1935 al 1941 fu segretario e bibliotecario dell'Istituto storico per l'età moderna e contemporanea.
Fu collaboratore dell'Enciclopedia italiana per la quale scrisse numerose voci tra le quali quella dedicata al "Risorgimento" ispirata alle sue idee liberali.
A causa di questo episodio, nonostante il suo disinteresse per la vita politica attiva, Maturi fu allontanato per il periodo 1936-37 dall'Istituto storico per l'età moderna e contemporanea.
Nelle sue opere di storia politica i suoi punti di riferimento furono Benedetto Croce, Friedrich Meinecke, Gaetano Salvemini, Gioacchino Volpe.
Dapprima come incaricato di Storia del Risorgimento e poi come ordinario nel 1939 tenne le sue lezioni all'Università di Pisa dove ebbe modo di scrivere numerose opere come alcune importanti voci nel IV volume del Dizionario di politica a cura del Partito nazionale fascista (1940), il saggio Partiti politici e correnti di pensiero nel Risorgimento (1942), l'accurata biografia Il principe di Canosa (1944).
I corsi di storia della storiografia tenuti a Pisa furono continuati all'Università degli Studi di Torino nel 1948 quando ebbe la cattedra di Storia del Risorgimento  e quella di Storia delle dottrine politiche che occupò sino alla sua inaspettata scomparsa.
Le sue lezioni di quest'ultimo periodo furono raccolte nell'opera postuma Interpretazioni del Risorgimento (1962) considerata di primaria importanza dagli storici.

## Opere
- Interpretazioni del Risorgimento , coll. Biblioteca di cultura storica  Einaudi, 1962  pp. 808